# Overwaarde
Overwaarde noemt men het verschil tussen de marktwaarde van een onroerend goed en de hoogte van de hypotheek waarmee het is belast. 
Een hypotheek wordt afgesloten met een onroerend goed als onderpand. Wanneer nu de waarde van dat goed stijgt is het mogelijk een aanvullende lening af te sluiten. In Nederland is de hypotheekrente over de nieuwe lening alleen aftrekbaar, wanneer het vrijgekomen bedrag wordt gebruikt voor renovatie, het verbeteren of het vergroten van de eigen woning.
De hoogte van de overwaarde kan blijken uit een taxatie of uit de WOZ-waarde.
Bij oversluiting wordt een nieuwe hypotheek afgesloten waarmee de bestaande lening wordt afgelost. Op deze manier komen zowel reeds betaalde termijnen, als de overwaarde vrij. Ook hier geldt dat de aard van de besteding van het vrijgekomen bedrag, bepalend is voor de fiscale aftrekbaarheid.
In Nederland geldt voor de overwaarde van het eigen huis een speciale regeling bij de vermogenstoets in de Wet werk en bijstand (WWB).
De inkomsten van het eigen huis vallen in Nederland in box 1, maar zijn zelfs bij overwaarde nooit groter dan nul. De overwaarde maakt te ontvangen inkomensafhankelijke toeslagen dus niet lager en te betalen inkomensafhankelijke eigen bijdragen niet hoger. Wel kan bij een gegeven huis een hogere hypotheekschuld (waarbij de overwaarde dus kleiner is) nog gunstiger zijn voor wat betreft de toeslagen en eigen bijdragen doordat die negatief bijdraagt aan het inkomen.